# Khowar
Khowar (کھووار) of Chitrali, is een Indo-Arische taal die voornamelijk wordt gesproken in Chitral en omliggende gebieden in Pakistan.
Khowar is de lingua franca van Chitral, en wordt ook gesproken in de districten Gupis-Yasin en Ghizer van Gilgit-Baltistan, evenals in het district Swat.
Sprekers van Khowar zijn ook sterk gemigreerd naar de grote stedelijke centra van Pakistan, met Pesjawar, Islamabad, Lahore en Karachi met aanzienlijke populaties. Het wordt ook als tweede taal gesproken door de Kalash.

## Naam
De oorspronkelijke naam van de taal is Khō-wār, wat "taal" (wār) van het Kho-volk betekent. Tijdens de Britse Raj stond het bij de Engelsen bekend als Chitrālī of Qāshqārī. Bij de Pathanen staat het bekend als Kashkār. De Wachi's en Sanglechi's noemen de taal en haar sprekers Kivi.

## Geschiedenis
Georg Morgenstierne zei: "Khowar is in veel opzichten de meest archaïsche van alle moderne Indo-Arische talen, met behoud van een groot deel van de naamvallen en veel woorden uit het Sanskriet".

## Alfabet
Sinds het begin van de twintigste eeuw wordt Khowar geschreven in het Khowar-alfabet, dat gebaseerd is op het Perzisch schrift. Voordien werd de taal mondeling overgeleverd. Tegenwoordig zijn Urdu en Engels de officiële talen en het enige belangrijke literaire gebruik van Khowar is in zowel poëzie als proza. Sinds de jaren 1960 wordt Khowar af en toe ook geschreven in een versie van het Latijns schrift, het zogenaamde Latijnse Khowar.

## Dialecten
- Standaard Khowar
- Chitrali Khowar
- Chitrali Khowar
- Swati Khowar
- Lotkuhiwar
- Gherzikwar
- Gilgiti Khowar